# Ferrovie Venete
Ferrovie Venete (FV) fu una società a responsabilità limitata, di proprietà della regione Veneto, che tra il 2001 e il 2002 esercì il servizio delle linee Adria-Mestre e Udine-Cividale.
Aveva sede a Padova.

## Storia
La nuova società fu istituita l'11 aprile 2000 dall'amministrazione statale. Fu in seguito ceduta a titolo gratuito alla regione Veneto affinché assumesse l'esercizio della ferrovia Adria-Mestre al termine della gestione provvisoria di quest'ultima da parte delle Ferrovie dello Stato (FS). Il passaggio di consegna della linea ferroviaria avvenne il 1º gennaio 2001, mentre la costituzione della società fu formalizzata l'8 marzo dello stesso anno.
Nello stesso anno, la Ferrovie Venete assunse anche l'esercizio della ferrovia Udine-Cividale in quanto l'amministrazione del Friuli-Venezia Giulia non aveva completamente adottato le modifiche legislative necessarie a soddisfare la legge 422/97 e dunque a ottenere il passaggio della linea.
Il 1º aprile 2002, dopo che la società Idrovie Venete fu rinominata in Sistemi Territoriali (ST), la FV cedette a quest'ultima l'esercizio delle due linee ottenendo in cambio una partecipazione minoritaria nel capitale azionario della nuova impresa ferroviaria.
Nel 2010, si modificò l'oggetto sociale allargando l'operatività dell'azienda anche ai settori dell'energia e dei servizi socio-sanitari oltre che alla progettazione, alla realizzazione e alla costruzione di infrastrutture.
Nonostante le modifiche statutarie, l'azienda non intraprese alcuna nuova attività, per cui l'amministrazione regionale veneta decise di chiuderla. Nel 2012, la FV vendette il pacchetto azionario di ST alla stessa impresa ferroviaria, mentre nel corso dell'anno seguente fu iniziata la procedura di liquidazione con conseguente soppressione dell'azienda al suo completamento.